# Robert H. Frank

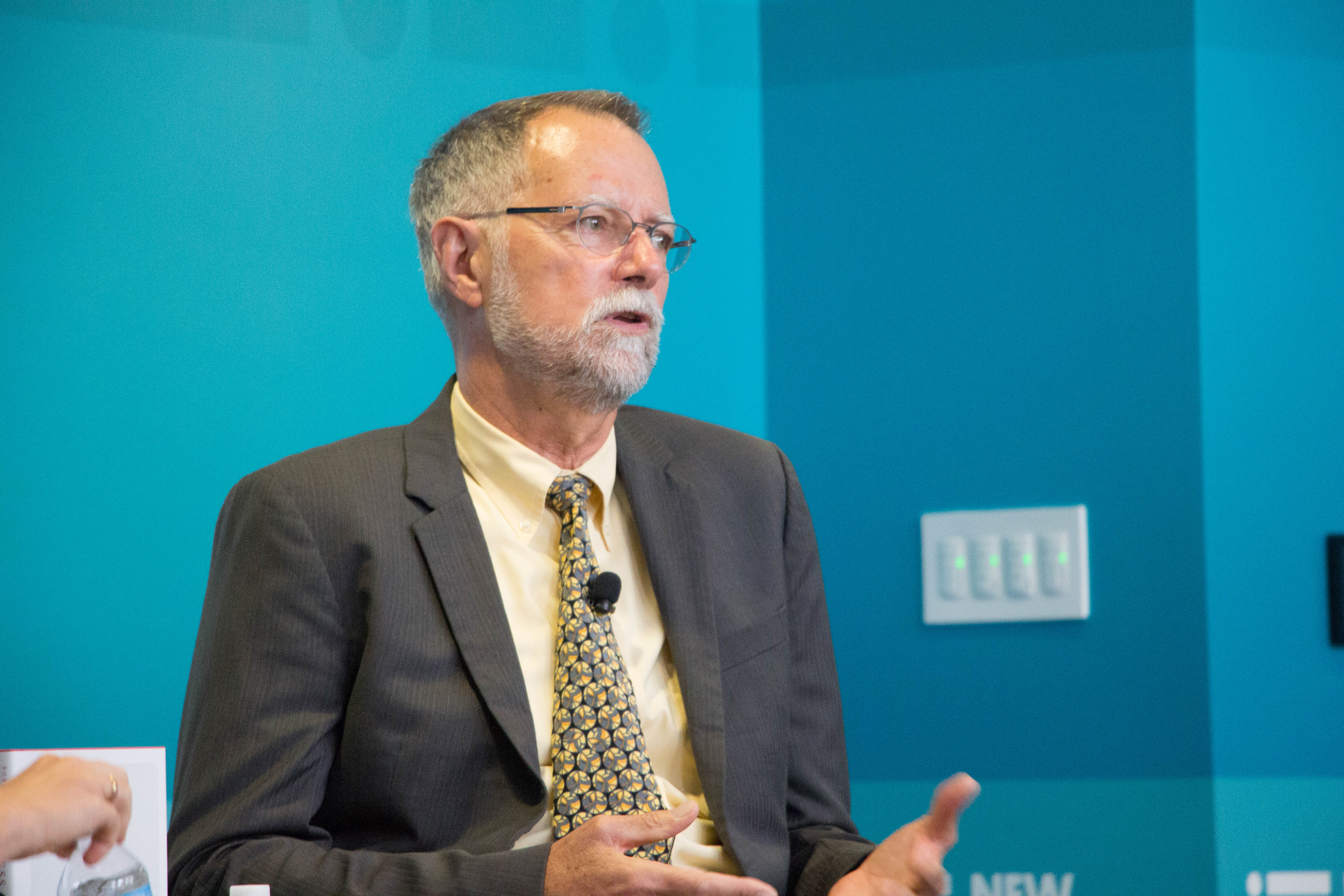
Robert H. Frank

Robert H. Frank (* 1945) ist ein US-amerikanischer Ökonom. Er ist Professor für Wirtschaftswissenschaften an der Cornell University.

## Leben
Frank studierte zunächst Mathematik am Georgia Institute of Technology (B.S., 1966). Einen Master in Statistik (1971) und einen Ph.D. in Wirtschaftswissenschaften (1972) erlangte er von der University of California, Berkeley. Seit 1972 ist er Professor an der Cornell University. 1978–1980 war er Chefökonom des Civil Aeronautics Board, hinzu kommen mehrere Aufenthalte an anderen Universitäten, unter anderem war er 2000–2001 Professor an der École des Hautes Études en Sciences Sociales (EHESS) in Paris. Seit 2005 ist er Kolumnist der New York Times.

## Auszeichnungen
- 2004: Leontief-Preis (für seine Arbeit über Positionswettbewerbe)[1]

## Bücher (Auswahl)
- The Economic Naturalist’s Field Guide: Common-Sense Principles for Troubled Times. Basic Books, 2009, ISBN 0-465-01511-5.
- Falling Behind: How Rising Inequality Harms the Middle Class. University of California Press, 2007, ISBN 0-520-25252-7.
- The Economic Naturalist: In Search of Explanations for Everyday Enigmas. Basic Books, 2007, ISBN 0-465-00217-X.
- What Price The Moral High Ground? Princeton University Press, 2003, ISBN 978-0-691-00672-7.
- Principles of Economics (mit Ben S. Bernanke). Mcgraw Hill Book Co, 2009 (vierte Auflage). ISBN 0-07-735429-X.
- Luxury Fever: Money and Happiness in an Era of Excess. Free Press, 1999, ISBN 0-684-84234-3.
- The Winner-Take-All Society (mit Philip J. Cook). Simon & Schuster Ltd, 1995, ISBN 0-02-874034-3.
- Microeconomics and Behavior. Mcgraw-Hill Professional, 2009 (8. Auflage). ISBN 0-07-016674-9.
- Passions Within Reason: The Strategic Role of the Emotions. WW Norton & Co, 1988, ISBN 0-393-02604-3.
- Choosing the Right Pond: Human Behavior and the Quest for Status. Oxford University Press, 1985, ISBN 0-19-503520-8.